# Castelforte
Castelforte est une commune de la province de Latina, dans la région Latium, en Italie.

## Toponymie
Le nom Castelforte dérive du latin Castrum Forte. L'adjectif Forte est peut-être dû à son excellente position stratégique permettant l'observation de la vallée du Garigliano et de l’embouchure du fleuve qui était autrefois navigable.

## Blasonet étendard
La commune de Castelforte a ses propres blason et étendard, reconnus par le décret du président de la République en date du 7 avril 2003.

### Descriptionhéraldiquedu blason
Sur fond azur, trois collines à l'italienne, de forme arrondie, de couleur argentée, unies, celle du centre étant plus haute et plus large, surmontées de la comète d'or à huit rayons, le rayon inférieur se confondant avec la queue onduleuse comme un pilier. Sous l'écusson, sur un bandeau flottant de couleur azur dont les extrémités sont fendues en deux, se trouve la devise, en lettres majuscules de couleur noire, « FORTIS IN SUBLIMI ».
L'ornement extérieur du blason de Castelforte est caractéristique des « villes », i.e. au-dessus du blason, on retrouve une couronne munie de tours, formée par un cercle ouvert d'or, comprenant huit portes, cinq visibles, avec deux rangées de briques aux extrémités, soutenant huit tours, cinq visibles, unies par un rideaux de brique, le tout d'or et muré de noir.
La branche de chêne indique la force et la constance. La branche de laurier indique la noblesse et la gloire. Les branches sont nouées par un ruban aux couleurs nationales, i.e. de vert, de blanc et de rouge.

### Étendard
Jaune avec le blason au milieu.

## Géographie
Castelforte s'aperçoit des collines des Aurunces, sur la plaine du Garigliano et est la dernière agglomération de la province de Latina, à quelques kilomètres des stations balnéaires de Scauri, hameau sur la commune de Minturno, de la Marina di Minturno, de Formia et de Gaète.
Castelforte est située à la frontière sud-est du Latium et est séparée de la Campanie par le Garigliano.
Le centre historique jouit d'une position panoramique sur la plaine du Garigliano et sur le golfe de Gaète jusqu'au Volturno.

## Histoire
Il n’existe aucune information précise sur la fondation de Castelforte même si certains spécialistes soutiennent que Castelforte a été bâtie sur les ruines de l'ancienne ville de Vescia, appartenant aux Pentapoli Aurunca, sur le territoire des Aurunces, détruite par les Romains en 340 av. J.-C.
Une grande quantité de vestiges anciens gisent sur tout le territoire de la commune. Cependant, il n'existe aucune trace historique permettant de remonter (exactement) à l'époque pré-romaine et romaine, à l’exception des traces reliées aux imposants Terme Vescinae. Ces thermes  du IIIe siècle étaient situés sur le territoire des actuels thermes de Suio, un de ses hameaux, et étaient très fréquentés à l’époque impériale.
Les origines de Castrum Fort remontent avant l'an 1000. Il est vraisemblable que les premiers habitants s’y installèrent entre les années 881 et 915 afin de fuir les Sarrasins qui s'étaient établis dans la plaine du Garigliano sur la rive droite du fleuve.
L'organisation urbaine de Castrum Fort est caractérisée par une enceinte fortifiée munie de donjons circulaires, d'une porte d'accès et d'une tour imposante, point de repère et de communication avec les autres fortifications des environs. Le château le plus près de Castrum Fort est Castrum Suji, à Suio.
Castelforte était étroitement liée au contrôle des propriétés du monastère de Montecassino. Les deux châteaux étaient positionnés de manière à constituer un excellent point d’observation et de défense du  Garigliano, à l'époque où il y avait une importante communication fluviale entre Cassino et la mer Tyrrhénienne.
Dans la localité toujours appelée Vattaglia (bataille en dialecte), il y eut en août 915 une bataille entre les troupes de la ligue chrétienne guidée par le pape Jean X et les Sarrasins. La bataille de Garigliano a été le dernier chapitre de la guerre qui a chassé les Sarrasins de la péninsule italienne. La victoire chrétienne mit fin à la longue période de terreur, de cambriolages, de désolation et de ruines dans la zone d'influence de l'abbaye du Mont-Cassin également appelée la Terra di San Benedetto.
En octobre 1079, l'abbé Desiderio concéda aux habitants de Suio la Chartae libertatis ("Charte de franchise"), comme il l'avait déjà fait en 1061 pour Traetto. Cette charte incluait toute une série de privilèges.
En 1320, avec la permission du roi Robert d'Anjou, des habitants de Castri Sugii s'installèrent dans la plaine pour cultiver les champs mais, à cause de la malaria, ils la quittèrent pour Castri Forte, le centre urbain le plus important de la région.
Consalvo de Cordova, qui dirigeait l'armée espagnole, s'arrêta à Castelforte le 29 décembre 1503 lors de la bataille du Garigliano qui mit fin à la domination française sur l'Italie méridionale. Un pont fut jeté aux pieds de Suio qui permit d'assaillir les troupes françaises par surprise.
L'histoire de Castelforte et celle de la commune de Santi Cosma e Damiano sont très fortement liées, mais entre les habitants des deux communes il y a toujours eu des relations complexes d'attirance et d’hostilité liée aux questions territoriales. Un premier document historique datant de 1620 révèle l'existence d'un contentieux territorial avec la communauté de Santi Cosma e Damiano, alors appelée «les Fermes», I Casali. Le contentieux qui a traversé les siècles perdure de nos jours.
Entre 1798-99, les troupes napoléoniennes ont dépossédé les souverains dans toute l’Italie. Lors de cette période, les habitants de Castelforte s'insurgèrent contre l'envahisseur et contribuèrent avec deux compagnies de volontaires aux troupes de Fra Diavolo. La première compagnie de 105 hommes était commandée par Filippo Gionta, la deuxième de 93 hommes était commandée par Giuseppe Vellucci. Le prêtre de Castelforte, Don Benedetto Ciorra, en fit partie comme chapelain. Castelforte fut assiégée par les troupes franco-polonaises du général Dambroski le jour de Pâques de 1799 et fut vaincue, ce qui entraîna des représailles contre la population de Castelforte. Le nombre de morts de Castelforte s'éleva à 34 auquel doivent s'ajouter les pertes de Santi Cosma e Damiano puisque les deux villes avaient participé ensemble à la lutte.
En raison de sa faible démographie, Suio a été annexée administrativement en 1807 à Castelforte.
Une cellule de type carbonariste, la Grande Union de l'Unité d'Italie, inspirée des idées de Mazzini fut créée à Castelforte. Plusieurs habitants de Castelforte furent arrêtés, jugés lors d'un long procès en 1848 et emprisonnés.
En 1943-1944, durant l’avancée des troupes alliées vers Rome, pendant plus de neuf mois, Castelforte fut exposée à des bombardements incessants de la part des alliés. Ceux-ci avaient pour objectif de transpercer la ligne Gustave tenue par les Allemands. Une centaine d’habitants de Castelforte sont morts pendant ces bombardements et beaucoup n’ont pas survécu aux sévices de l’occupant allemand.
Le 25 avril 2003, la commune de Castelforte a été décorée, par le président de la République, Carlo Azeglio Ciampi, de la «Médaille d'Or de la Valeur Civile» (Medaglia d’Oro al Valor Civile) avec la mention suivante : « Se trouvant au centre de furieux et durs combats, Castelforte endura, dans un esprit de résistance, les destructions les plus terribles ainsi que pertes en vies humaines, tout en conservant toujours intacte sa foi envers la patrie et la liberté ». Le conseil communal a ensuite voulu que Castelforte soit connue comme « ville pour la Paix » afin de souligner non seulement son histoire passée, mais aussi pour contribuer à créer une authentique culture de la paix.

## Économie
Autrefois l'économie de la commune reposait essentiellement sur l'agriculture et l'élevage des moutons.
Actuellement le secteur tertiaire est fortement développé. Toutefois, les anciennes traditions sont toujours à l'honneur, comme l'artisanat local ou la production de produits alimentaires typiques, surtout les fromages. L’activité touristique est liée aux thermes de Suio.

## Culture

### Monuments
- Tour médiévale datant du XIIe siècle
- Murs médiévaux du XIIIe siècle
- Castelforte médiéval (XIIIe siècle)
- Église de Sainte-Marie en Pensulis (IXe siècle) et le blason des Templiers (Suio)
- Château ducal de Suio (Xe siècle)
- Thermes romains à Suio
- Ruines de l'église de Saint Christophe (XIIIe siècle)
- Église de San Giovanni Battista (médiévale)
- Église de Sainte-Marie du Bon Remède (XIIe siècle)
- Église de Saint-Michel Archange

### Musée
- Musée archéologique

## Fêtes, foires, folklore et traditions
Vendredi-Saint : représentation de la passion du Christ
Juin : fête de Saint-Antoine
Juillet : festival international des «Trois Tours» avec une course des ânes, des jeux populaires, un défilé historique et un festival international du folklore.
Août :
- Fête de Sainte-Maria en Pensulis
- Exposition de l'artisanat local
- Fête du Ventrisco (lentisque)
- Fête-Spaghetti de la mi-août (Ferragosto)
- Festival national du folklore
- Adieu à l'été - Soirée musicale

Septembre : 
- Fête de Notre-Dame des Sept-Douleurs
- Fête du Raisin - chants, bals, groupes folks, offrande du raisin

Novembre : fête de Sainte-Cécile
Décembre : crèche vivante (église de Saint-Michel-Archange, Suio)

## Gastronomie locale
Castelforte bénéficie, comme toute la région de l’embouchure du Garigliano, des produits du terroir (bords de mer ou arrière-pays) pour l’élaboration d’une cuisine simple.
On retrouve les produits de la mer dans les soupes de poisson typiques – daurade, bar, crevette géante – aux multiples recettes.
La cuisine de l’arrière-pays, la plus traditionnelle, se retrouve dans les pâtes aux œufs, les sauces maison, les potages aux « herbes folles » (sorte de mélange de bourrache, de chicorée, de fenouil sauvage et de plusieurs autres herbes dont le choix constitue un art en soi) cueillies dans les champs, les soupes de chicorée, les pâtes aux haricots, les omelettes contenant des légumes sauvages et du salami.
Les viandes font appel au chevreau ou à l'agneau.
Les desserts traditionnels, simples, rustiques (et… délicieux), ont une origine ancienne comme gli piccelatielli (gimblette).
Les vins de la région sont connus depuis l’époque romaine :
- le Cecubo (Coecubum), de couleur rouge rubis et sec, s’adapte aux rôtis de viandes rouges ou blanches ;
- le Falernum de couleur jaune paille avec des reflets vert pâle, s'adapte aux mets à base de poissons.

## Administration
| Période                                  | Période  | Identité                    | Étiquette     | Qualité |
| ---------------------------------------- | -------- | --------------------------- | ------------- | ------- |
| 28 mai 2002                              | 2007     | Giampiero Forte             | Liste civique |         |
| 29 mai 2007                              | En cours | Giampiero Forte (2e mandat) | Liste civique |         |
| Les données manquantes sont à compléter. |          |                             |               |         |

La commune de Castelforte fait partie de la communauté Montana Zona XVII dei Monti Aurunci et, grâce à Suio, elle fait aussi partie de l'Association nationale des communes thermales.

### Personnalités
- Dominique D'Onofrio (18 avril 1953 à Castelforte - 12 février 2016 à Buenos Aires), entraîneur et dirigeant de football italien
- Lucien D'Onofrio, né le 19 avril 1955 à Castelforte, ancien joueur de football devenu agent de joueurs et dirigeant
- Andrea Mattei (1744-1823), peintre
- Francesco Petronio (né à Castelforte en 1840), chirurgien orthopédique, professeur universitaire, conseiller communal, conseiller provincial, député au Parlement
- Giuseppe Aloia (Castelforte, 1905 – Rome, 1980), général et partisan italien.

### Hameaux
Suio, San Lorenzo, San Sebastiano Petrete

#### Suio
Suio comprend deux parties distinctes :
- Suio Alto, avec les ruines de l'ancien château sur le haut de la colline
- Suio Forma, avec ses eaux thermales sulfureuses, au niveau du Garigliano

Le nom Suio est lié au château, Castrum Suji, érigé avant 1040 (date du premier document qui fait référence à Castrum Suji).
Les eaux thermales ont favorisé les premières implantations sur l'actuel territoire de Suio. Les Romains ont pris le contrôle du territoire à la suite de la bataille du Veseris en 314 av. J.-C.
Les thermes de Suio Froma sont les anciennes Aquae Vescinae, citées par Pline et par Lucain (les ruines du soi-disant « bain de Néron » sont encore visibles). Pendant la période impériale, ces thermes ont été très fréquentés, notamment par les Romains. À la chute de l'Empire romain, l’utilisation des eaux thermales s’est limitée à la population locale et les thermes ont été oubliés pendant plusieurs siècles. Ceux-ci ont été réactivés après la Seconde Guerre mondiale avec la construction d’établissements balnéaires et d'annexes hôteliers.
Les thermes de Suio sont constitués de nombreuses sources d'eaux sulfureuses riches aussi en bicarbonates et en alcalino-terreux qui jaillissent à des températures oscillant entre 15 et 64 °C. Ces eaux sont employées à des fins thérapeutiques pour soigner les maladies respiratoires, oto-rhino-laryngologiques, arthritiques, cutanées et gynécologiques ainsi que dans un but esthétique et relaxant, tels que bains de boue, inhalation, irrigation et insufflation. Les eaux, comprenant différents minéraux, sont même commercialisées en bouteille comme eau de cuisson.

### Communes limitrophes
Coreno Ausonio, Rocca d'Evandro, Sant'Andrea del Garigliano, Santi Cosma e Damiano, Sessa Aurunca, Vallemaio